# Maladie de Scheuermann
 (novembre 2008).
Si vous disposez d'ouvrages ou d'articles de référence ou si vous connaissez des sites web de qualité traitant du thème abordé ici, merci de compléter l'article en donnant les références utiles à sa vérifiabilité et en les liant à la section « Notes et références ».
 Mise en garde médicale
La maladie de Scheuermann est une dystrophie rachidienne apparaissant au cours de la croissance et provoquant une cyphose dorsale douloureuse.

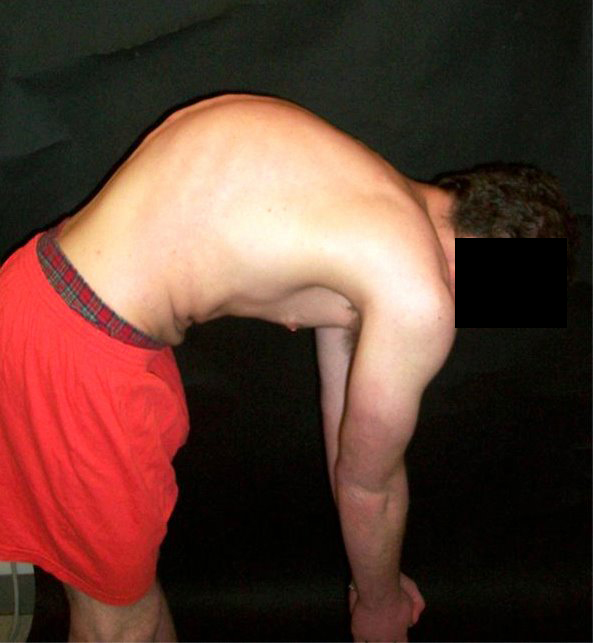
Photographie préopératoire d'un homme de 22 ans sévèrement atteint de la maladie de Scheuermann

De nombreuses autres appellations ont été utilisées : cyphose juvénile, épiphysite vertébrale de croissance, ostéochondrose juvénile vertébrale, cyphose douloureuse des adolescents, etc.
La maladie de Scheuermann tient son nom de son découvreur, Holger Werfel Scheuermann, médecin radiologue danois qui a décrit en 1921 les lésions caractéristiques de la cyphose des apprentis horlogers.
La maladie de Scheuermann serait, selon certains spécialistes, héréditaire[réf. nécessaire]. Elle pourrait parfois être également causée par le poids d'une charge lourde, sacs d'école par exemple. Néanmoins, cela n'est pas prouvé.

## Physiopathologie
Le mécanisme est encore imprécis. On considère qu'il s'agit d'une mauvaise synchronisation dans les différents processus d'ossification dont la vertèbre dorsale est le siège. Plusieurs hypothèses ont été émises :
- effondrement disséminé de la plaque cartilagineuse avec encastrement du nucléus dans le corps vertébral formant une hernie intraspongieuse ;
- retard d’ossification du listel marginal, lacunes des cartilages vertébraux ;
- ostéoporose juvénile, sollicitation excessive de la colonne en croissance.

## Épidémiologie
La fréquence de cette maladie est élevée, de 0,5 à 10 % en fonction des critères diagnostics choisis. Elle survient pendant la phase de croissance pubertaire du rachis, le plus souvent au niveau des vertèbres dorsales ou thoraciques (D4 à D8), entre 12 et 18 ans, principalement chez le garçon.

## Clinique

### Symptômes
Souvent la maladie est asymptomatique et de découverte fortuite sur des radiologies standards effectuées pour un autre motif.
Habituellement les symptômes prédominent sur le rachis dorsal bas avec des douleurs mécaniques, une cyphose thoracique moyenne le plus souvent et thoraco-lombaire plus rarement, une scoliose thoraco-lombaire est parfois associée. Les signes neurologiques sont rares.

### Facteurs de risques
Le sport est un facteur d'aggravation s'il est mal pratiqué. Un conseil médical est souvent nécessaire. En règle générale, le sport n'est pas interdit et il est conseillé d'en pratiquer, cependant il faut veiller à éviter les micro-traumatismes et de privilégier les sports « doux ».

## Radiographie
Le diagnostic repose sur des clichés simples du rachis de profil. Le rachis dorsal doit être exploré par un cliché de profil réalisé debout.
En cas de forme symptomatique, le cliché simple de rachis dorsal de profil doit être complété par deux clichés de rachis dans son ensemble pour analyser la statique.
En cas de signe neurologique ou de signes atypiques, une IRM représente le complément parfait des clichés simples.
Sur le plan radiologique la cyphose est en général supérieure à 50°.
Réalisation :
- d'un cliché de profil de l'ensemble du rachis en position debout ;
- d'un cliché de profil du rachis dorsal centré sur D4-D8 ;
- d'un cliché de face du rachis pour rechercher une éventuelle scoliose associée.

Résultats :
- prédominance des lésions entre les vertèbres D4 et D8 ;
- cyphose à grand rayon ;
- aspect cunéiforme (déformation en coin du corps vertébral) des vertèbres situées au sommet de la cyphose ;
- plateaux vertébraux irréguliers et feuilletés ;
- possibles hernies intra-spongieuses ou rétro-marginales antérieures :
- possible tassement discal.

Le diagnostic de la forme classique est porté devant la mise en évidence radiologique d'une cunéiformisation de 5 degrés ou plus d'au moins trois vertèbres adjacentes situées à l'apex de la cyphose.

## Diagnostic différentiel
Spondylodiscites infectieuses.
Cyphose congénitale primitive ou secondaire à une tumeur.
La fusion vertébrale antérieure non infectieuse progressive (décrite par Knutson en 1949).
Scoliose et Lordose.

## Traitement
Kinésithérapie active, travail des chaînes musculaires.
Port de charges lourdes avec précautions.
Traitement orthopédique avec un corset dans les formes sévères et lorsque la croissance n'est pas terminée.
La chirurgie n'est qu'exceptionnellement nécessaire.
Muscler le dos ainsi que tous les muscles pouvant soulager le dos.
Renforcer les muscles abdominaux est également très important.
Contrôle radiographique annuel afin de constater les améliorations liées au traitement (nécessaire uniquement pendant la croissance car une fois la croissance terminée la maladie stoppe sa progression).
Pratiquer de la gymnastique, de la natation, du handball ou du basket-ball pour se muscler le dos et s'adapter à une bonne position.